# Gloria Milland
Gloria Milland, eigentlich Maria Fiè (* 11. Oktober 1940 in Cagliari, Sardinien; † 27. August 1989 in Ladispoli, Italien), war eine italienische Schauspielerin.

## Leben
Maria Fiè trat fast immer unter dem Pseudonym Gloria Milland auf und trat während ihrer zehn aktiven Jahre im Filmgeschäft zwischen 1959 und 1968 in 33 Filmen auf. Dabei spielte sie oftmals Frauen, die älter waren als sie; zu Beginn häufig in Sandalenfilmen, später in einigen Italowestern.

## Filmografie (Auswahl)
- 1959: Fantasmi e ladri
- 1961: Die Irrfahrten des Herkules (Goliath contro i giganti)
- 1962: Achilles (L'ira di Achille)
- 1962: Der goldene Pfeil (L'arciere delle mille e una notte)
- 1962: Kampf der Giganten (Ursus gladiatore ribelle)
- 1962: Zehn Italiener für einen Deutschen (Dieci italiani per un tedesco (Via Rasella))
- 1963: Abrechnung in Veracruz (El sabor de la venganza)
- 1963: Zorro mit den drei Degen (Le tre spade di Zorro)
- 1964: Die letzte Kugel traf den Besten (Aventuras del Oeste)
- 1964: Marco – der Unbezwingbare (Maciste alla corte dello zar)
- 1964: Die 7 aus Texas (Antes llega la muerte)
- 1964: Die Vernichtung des Dschingis Khan (Maciste nell'inferno di Gengis Khan)
- 1965: Blei ist sein Lohn (Ocaso de un pistolero)
- 1965: Der Mann, der kam, um zu töten (L'uomo dalla pistola d'oro)
- 1967: Der Colt aus Gringo’s Hand (Un hombre y un colt)
- 1967: Sein Steckbrief ist kein Heiligenbild (El hombre que mató a Billy el Niño)
- 1968: Die gnadenlosen Zwei (Odio per odio)